# Francisco Sobrado
Francisco José Sobrado Reyes (* 1. April 1980 in Bukarest, Rumänien) ist ein schwedischer Schauspieler chilenischer Herkunft.
International bekannt wurde der seit 1981 in Stockholm aufgewachsene Francisco Sobrado seit 2008 durch seine Rolle des Belal Al-Mukthar in der Fernsehserie Verdict Revised – Unschuldig verurteilt. Hier spielt er einen Schweden mit vermeintlich arabischen Migrationshintergrund, der als fortgeschrittener Jurastudent im Ermittlungsteam des Dozenten und ehemaligen Staranwalts Markus Haglund (Mikael Persbrandt) arbeitet.
Sein Filmdebüt war 2002 in der kleinen, aber beachteten schwedischen Horrorthrillerproduktion Invisible – Gefangen im Jenseits, wo er eine kleinere Nebenrolle verkörperte.
In seiner Heimat Schweden betätigt sich Francisco Sobrado, der von 2000 bis 2004 an der Theaterhochschule der Universität Göteborg studiert hat, auch als Theaterschauspieler. In den folgenden Jahren hatte er Engagements am Backa Teater, Teater Sörmland und TURteatern. Seit 2010 tritt er in Inszenierungen des Riksteatern auf. Sobrado gehörte mit Pernilla August, Sanna Krepper, Ann Petrén und Jakob Eklund zu jenem Theaterensemble, das Björn Runges Schauspiel Auftrag (Uppdraget) am 10. März 2007 am Staatstheater Stockholm unter der Regie Runges erstmals aufführte. Mit Björn Runge hatte Sobrado bereits 2005 bei dessen Film Mun mot mun zusammengearbeitet.
Am Staatstheater Stockholm spielt Sobrado unter der Regie Dritëro Kasapis die Titelrolle einer modernen Inszenierung des klassischen William-Shakespeare-Stückes Othello, die das Geschehen in die heutige Umgebung des Nahen Ostens transportiert. Kirsti Torhaug spielt die Desdemona und Douglas Jackson den Jago. Das Stück, das eine Koproduktion des Staatstheaters mit dem Dala Theatre und der Theaterregion Blekinge/Kronaberg ist, feierte am 6. Oktober 2011 in Falun Premiere und tourt durch weitere schwedische Städte, wie z. B. Falun, Sandviken, Söderhamn, Ljusdal, Östersund, Sundsvall, Umeå, Haparanda, Skellefteå, Västervik, Kalmar, Växjö, Lund, Ystad, Hässleholm, Falkenberg, Varberg, Kungsbacka, Halmstad, Trollhättan, Karlstad, Örebro, Motala und Gävle. Dabei wird das Stück komplett mit Untertitelung für Schwedisch, Finnisch und Arabisch für Gehörlose vorgetragen.
Als Text-Display dient ein iPhone, iPod oder Android-Handy, auf das man eine kostenlose App des Riksteatern herunterladen kann. Dies ist nicht Sobrados erste Shakespeare-Rolle, im Hamlet verkörperte er den Laertes.

## Filmografie
- 2002: Invisible – Gefangen im Jenseits (Den osynlige)
- 2003: Om jag vänder mig om
- 2005: Mun mot mun
- 2008: Mañana
- 2008: Verdict Revised – Unschuldig verurteilt (Oskyldigt dömd, Fernsehserie)
- 2016: Kommissar Beck – Die neuen Fälle (Beck, Fernsehserie, 1 Folge)